# Magazin für das Civil- und Criminal-Recht des Königreichs Westphalen
Das Magazin für das Civil- und Criminal-Recht des Königreichs Westphalen, auch Magazin der französischen und westfälischen Jurisprudenz genannt, war eine Anfang des 19. Jahrhunderts erschienene Zeitschrift über das Zivil- und Prozessrecht 
des zur Zeit der Besatzung europäischer Länder unter Napoleon Bonaparte gebildeten Königreichs Westphalen.
Die in der sogenannten „Franzosenzeit“ von Georg Heinrich Oesterley anfangs mit Ernst Spangenberg unregelmäßig herausgegebenen fünf Ausgaben erschienen ab 1810 bis 1813 zunächst bei dem in Göttingen ansässigen Verlag Vandenhoeck & Ruprecht, zeitweilig auch bei Heinrich Dieterich.
Das Max-Planck-Institut für europäische Rechtsgeschichte stellte sämtliche Ausgaben der Zeitschrift in der Reihe Juristische Zeitschriften des 19. Jahrhunderts als layoutgetreue Digitalisate online kostenfrei zur Verfügung.